# Spiritualisme moderne anglo-saxon
Pour les articles homonymes, voir Spiritualisme.
Ne pas confondre le spiritualisme moderne, une religion des pays anglo-saxons, avec le spiritualisme (courant philosophique), ni avec le spiritisme.

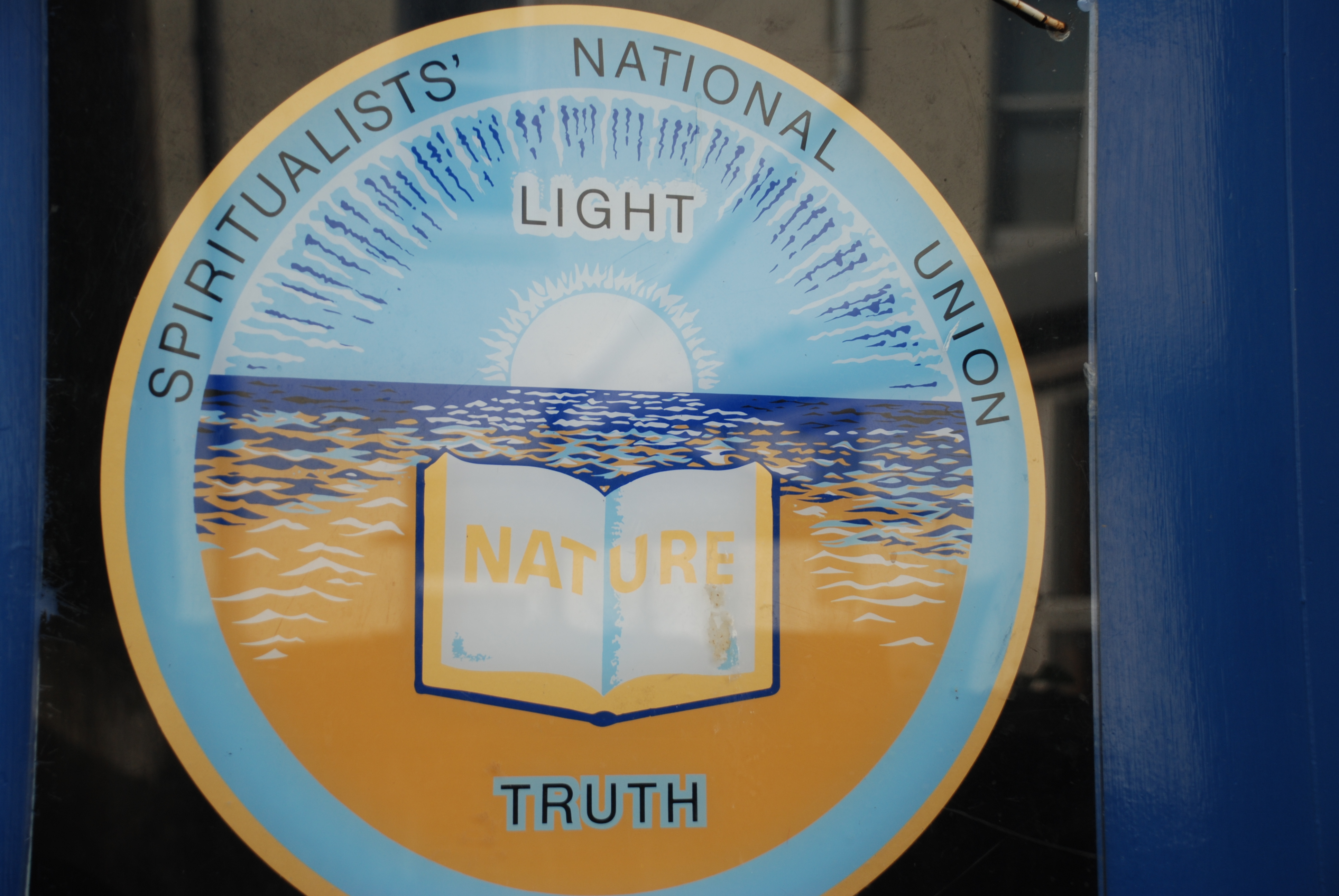
Logo à l'entrée d'une église spiritualiste à Édimbourg, en 2009.

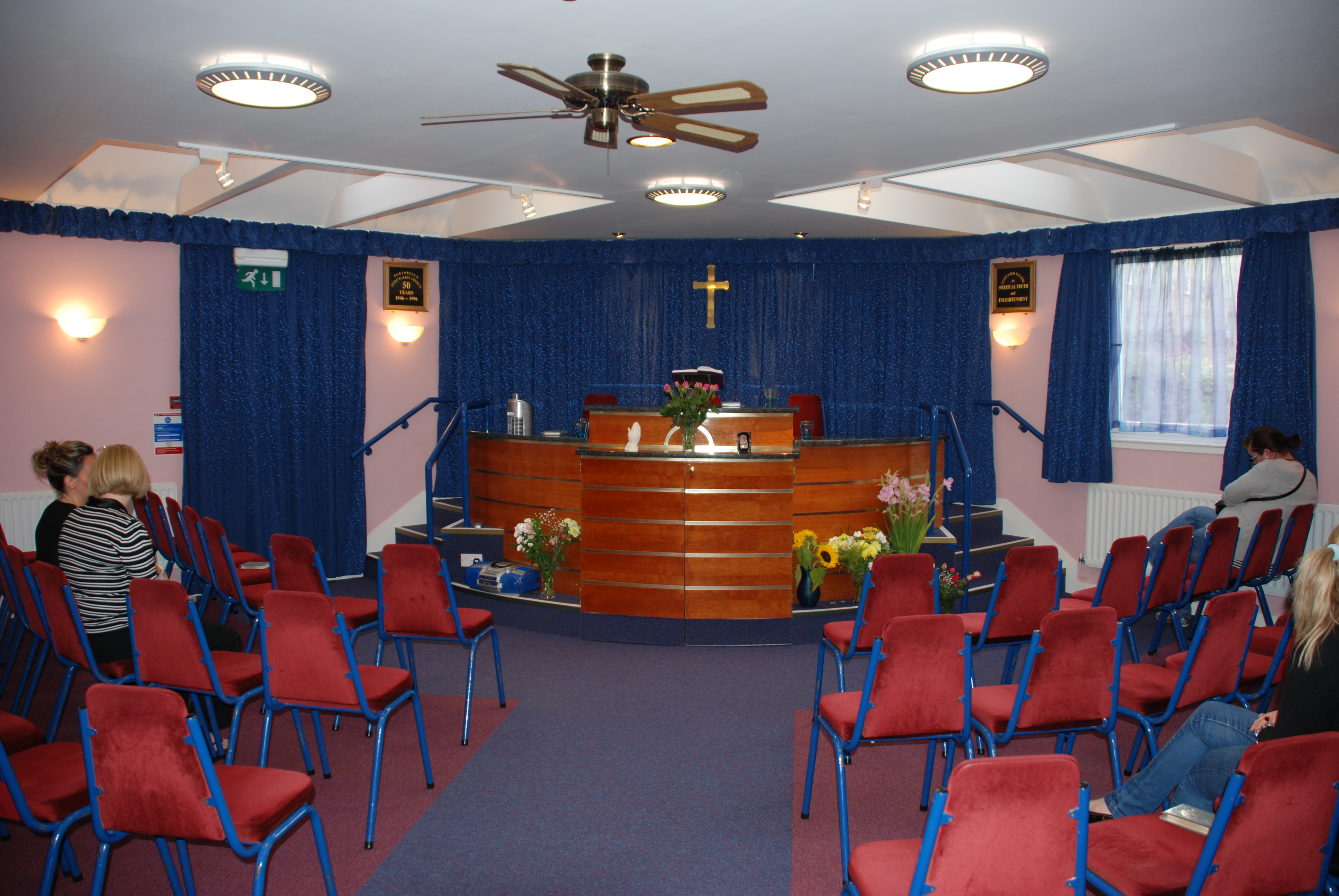
Intérieur d'une église spiritualiste en Écosse, en 2009. Le médium officie au centre durant les cultes.

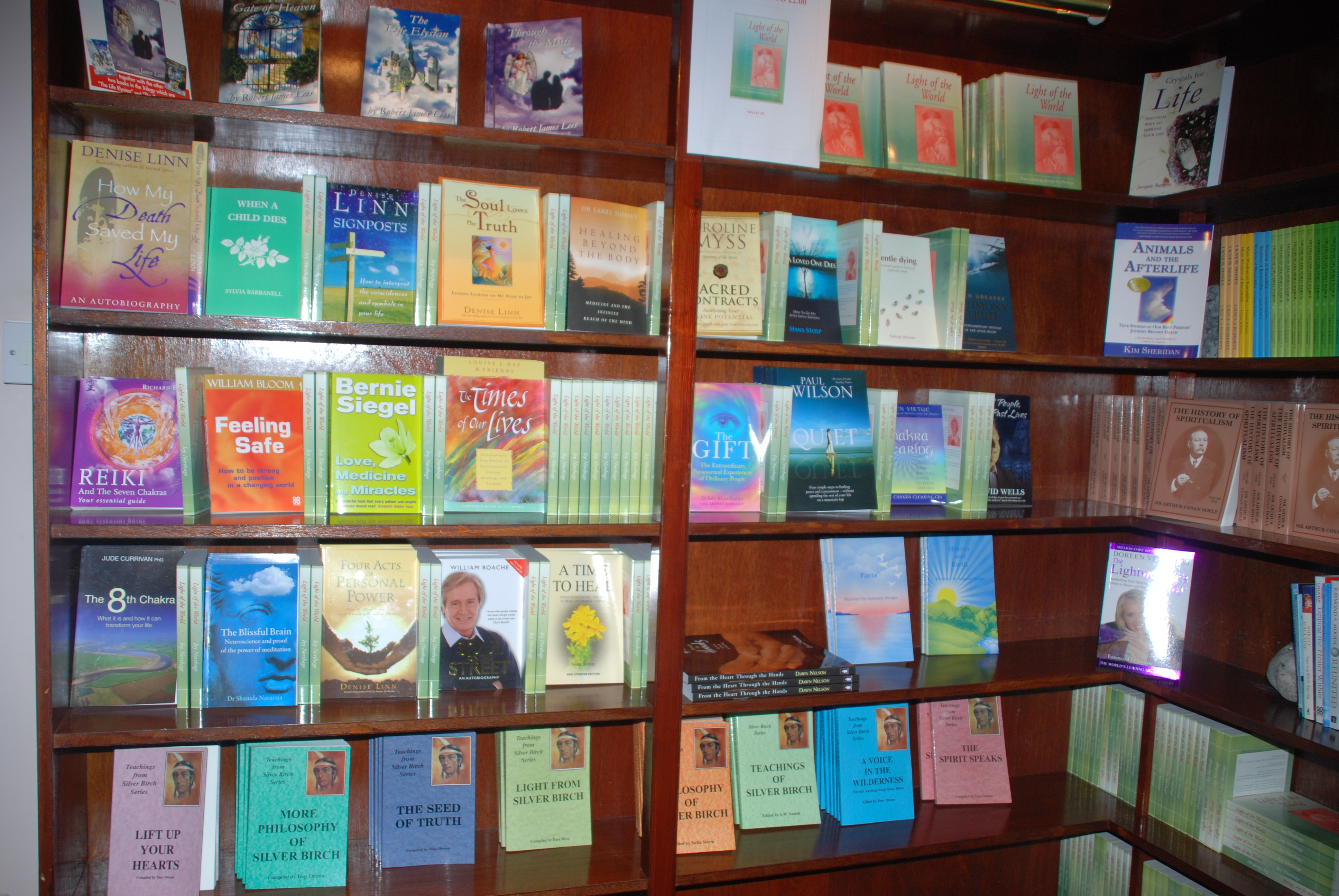
Des ouvrages composant une bibliothèque spiritualiste à Londres.

Le spiritualisme moderne anglo-saxon est un mouvement religieux monothéiste. Fondé sur la croyance en Dieu, il se distingue par la croyance en une communication possible avec les défunts. Ceux-ci pouvant être contactés par de simples individus ou par des médiums entraînés, dans le but de recueillir des informations sur la vie après la mort.
Le spiritualisme moderne anglo-saxon s’est d’abord développé aux États-Unis au XIXe siècle à la suite des témoignages des sœurs Fox. Il atteint son pic de popularité entre 1840 et 1920, essentiellement dans les pays de langue anglaise,.
En 1897, les États-Unis et l’Europe comptaient plus de huit millions d’adeptes, majoritairement issus des classes sociales moyennes et aisées.
Cette religion s’est développée pendant un demi-siècle, sans credo officiel et sans aucune organisation structurée. Elle acquit une existence grâce à des publications, à des tournées de démonstration, à des séminaires, et à l’activité de médiums itinérants. Beaucoup d’éminents spiritualistes étaient des femmes. La plupart des sympathisants défendirent des causes telles que l’abolition de l’esclavage et le suffrage des femmes. Ce mouvement favorisa la naissance du spiritisme en France, en 1857. Vers la fin des années 1880, la crédibilité de cette religion informelle fut fragilisée par des accusations de fraudes à l’encontre des médiums. Dans le même temps, des institutions spiritualistes officielles et organisées apparurent. De nos jours, des Églises spiritualistes sont durablement implantées sous diverses dénominations, aux États-Unis et au Royaume-Uni.

## Croyances

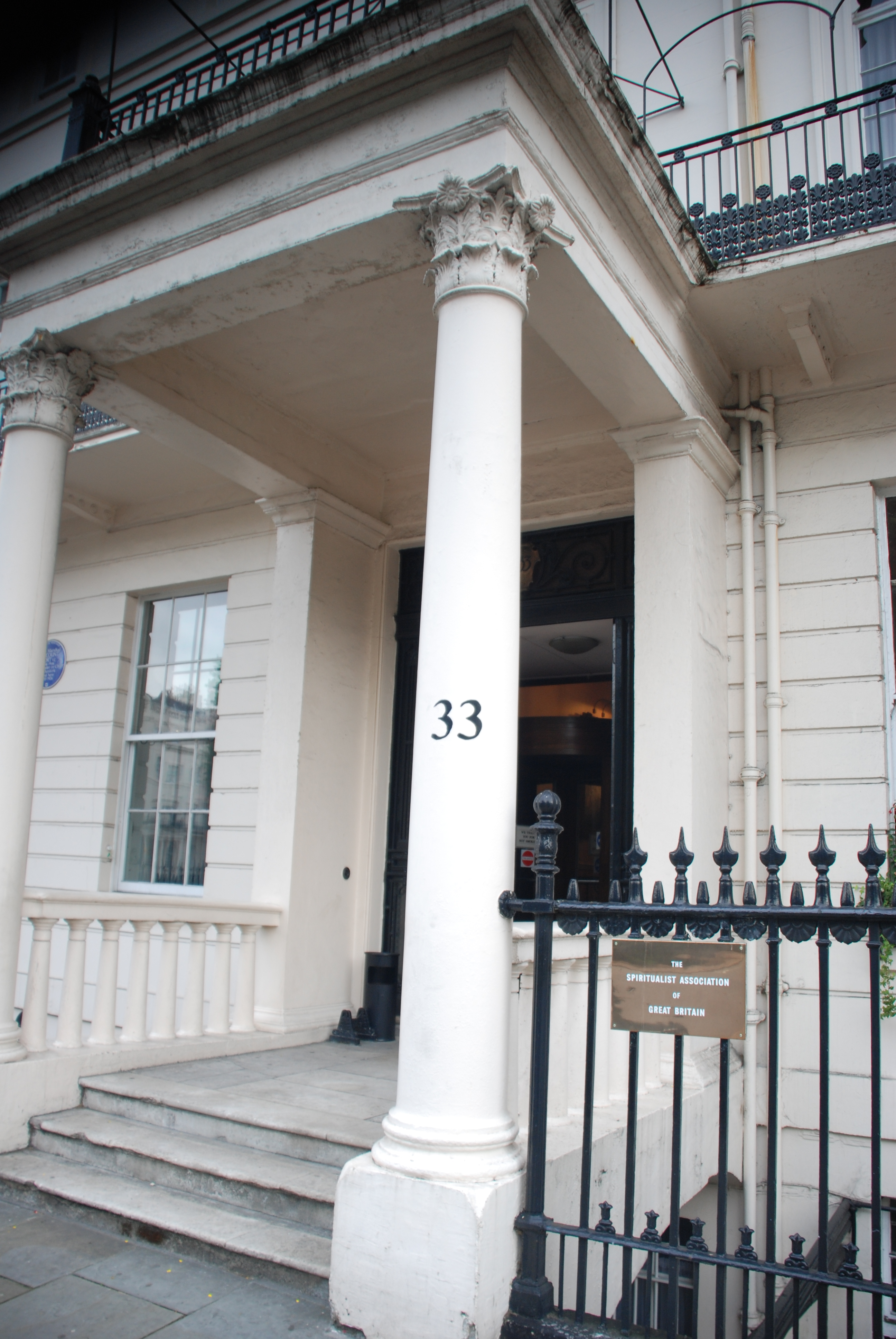
Entrée de l'immeuble de l'Association spiritualiste de Grande-Bretagne, à Londres, en 2009

Les croyances du spiritualisme moderne varient selon les différents groupes d’adeptes, bien qu’ils partagent les mêmes convictions à propos de Dieu et de l’au-delà.

### Déisme
Les spiritualistes croient en un Dieu unique, assez proche de la notion de Dieu dans le christianisme. Le premier principe de l’Union nationale des spiritualistes (Spiritualists’ National Union) est la « paternité de Dieu ».

### Médiumnité et Esprits
Les spiritualistes croient en la communication avec les esprits des humains désincarnés. Ils affirment que les médiums sont des personnes capables d’établir cette communication. Ils considèrent que les esprits évoluent continuellement vers la perfection, en accédant à des sphères ou à des plans de plus en plus élevés. Pour eux, l’Au-delà n’est pas un lieu figé, mais un univers dans lequel les esprits progressent. Ces deux concepts (la communication avec les esprits est possible et les esprits résident dans des mondes supérieurs) conduisent à une troisième croyance : les esprits peuvent dispenser un enseignement à propos de Dieu et l’au-delà. C’est ainsi que le adeptes parlent « d’esprits guides » pour mentionner les esprits chargés de cet enseignement.

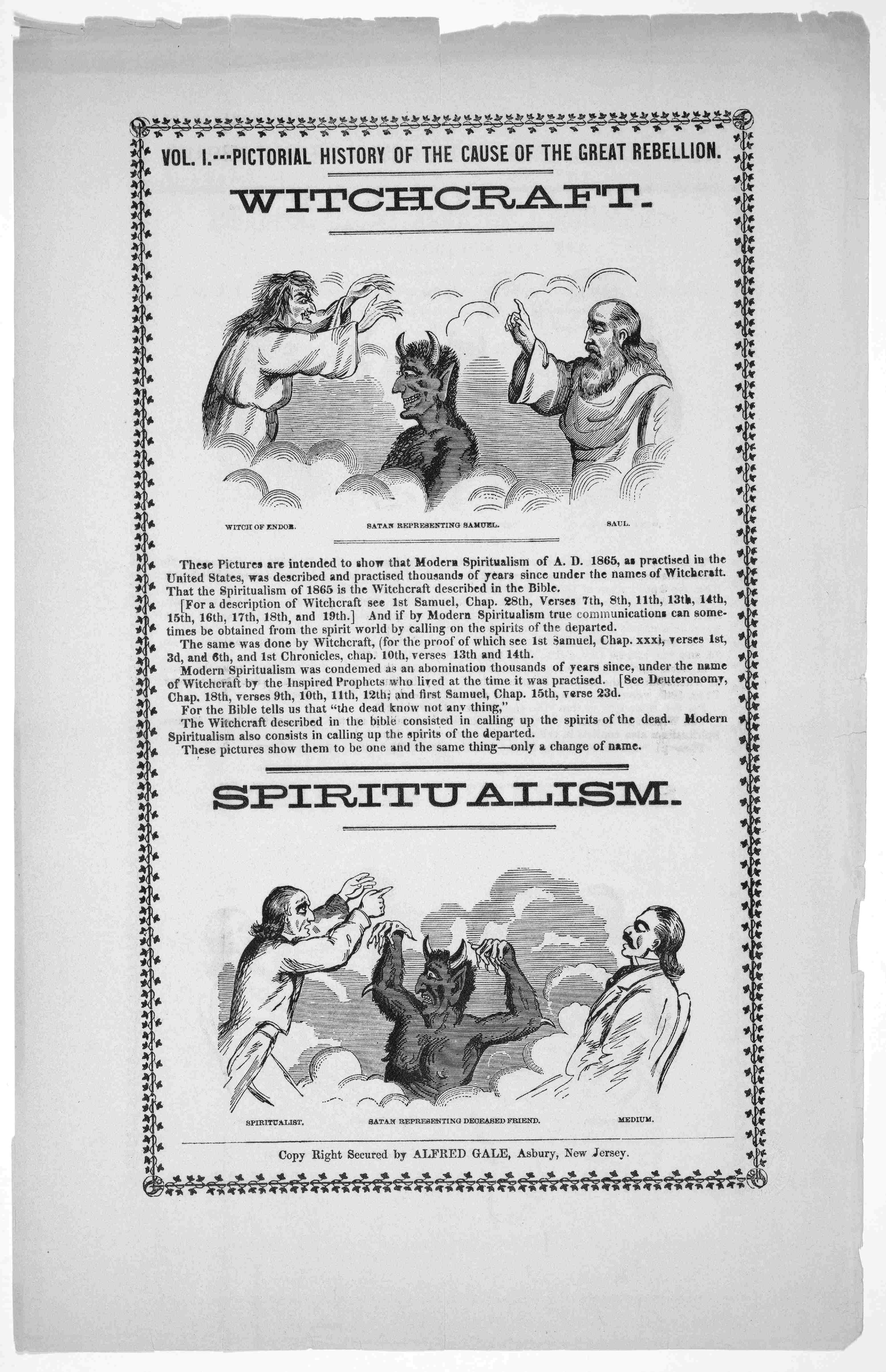
Certains chrétiens associaient le spiritualisme à la sorcellerie. Cette affiche américaine de 1865 accuse également le Spiritualisme de soutenir le mouvement abolitionniste et d'avoir provoqué la guerre de Sécession.

### Différences entre le spiritualisme moderne et le spiritisme
Le spiritisme, est une branche du spiritualisme moderne développée par Allan Kardec et présente dans tous les pays latins. Le spiritisme met l’accent sur le progrès moral par la réincarnation, il est codifié dans cinq livres dès son origine. D’après Arthur Conan Doyle, la majorité des spiritualistes britanniques du début du XXe siècle ne s’attachaient pas au concept de la réincarnation. Quelques-uns la considéraient possible mais beaucoup la réfutaient parce que non confirmée par les échanges qu’ils disaient avoir avec les esprits. Ainsi, toujours selon Conan Doyle, le spiritualisme anglo-saxon ne parvenant pas à appuyer le principe de la réincarnation par des observations pratiques lors des séances spirites, il abandonna cette idée.

## Les origines
Le spiritualisme moderne apparu aux États-Unis, dans les années 1840, dans le district du Burned-over (État de New York) sur la base d’anciens mouvements religieux tels que le Mormonisme et les Adventistes du Septième jour. Dans cette région l’opinion commune admettait facilement la communication directe avec les anges ou avec Dieu, qui était perçu comme un être bon, incapable d’envoyer les enfants non baptisés dans un enfer éternel.

### Swedenborg et Mesmer

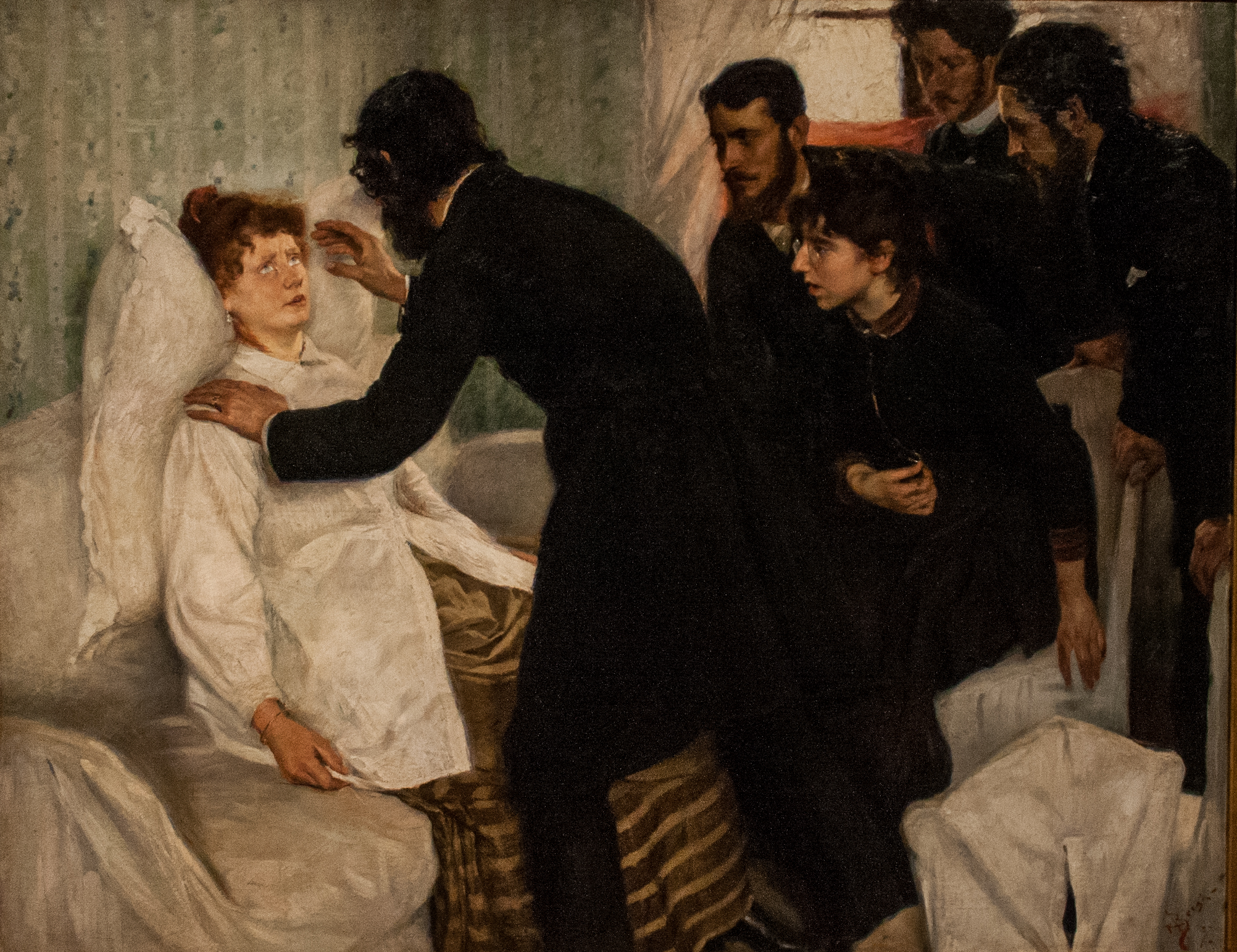
L’intérêt des spectateurs s’intensifie lorsque les mesmeristes provoquent une transe. Peinture de l’artiste suédois Richard Bergh, 1887.

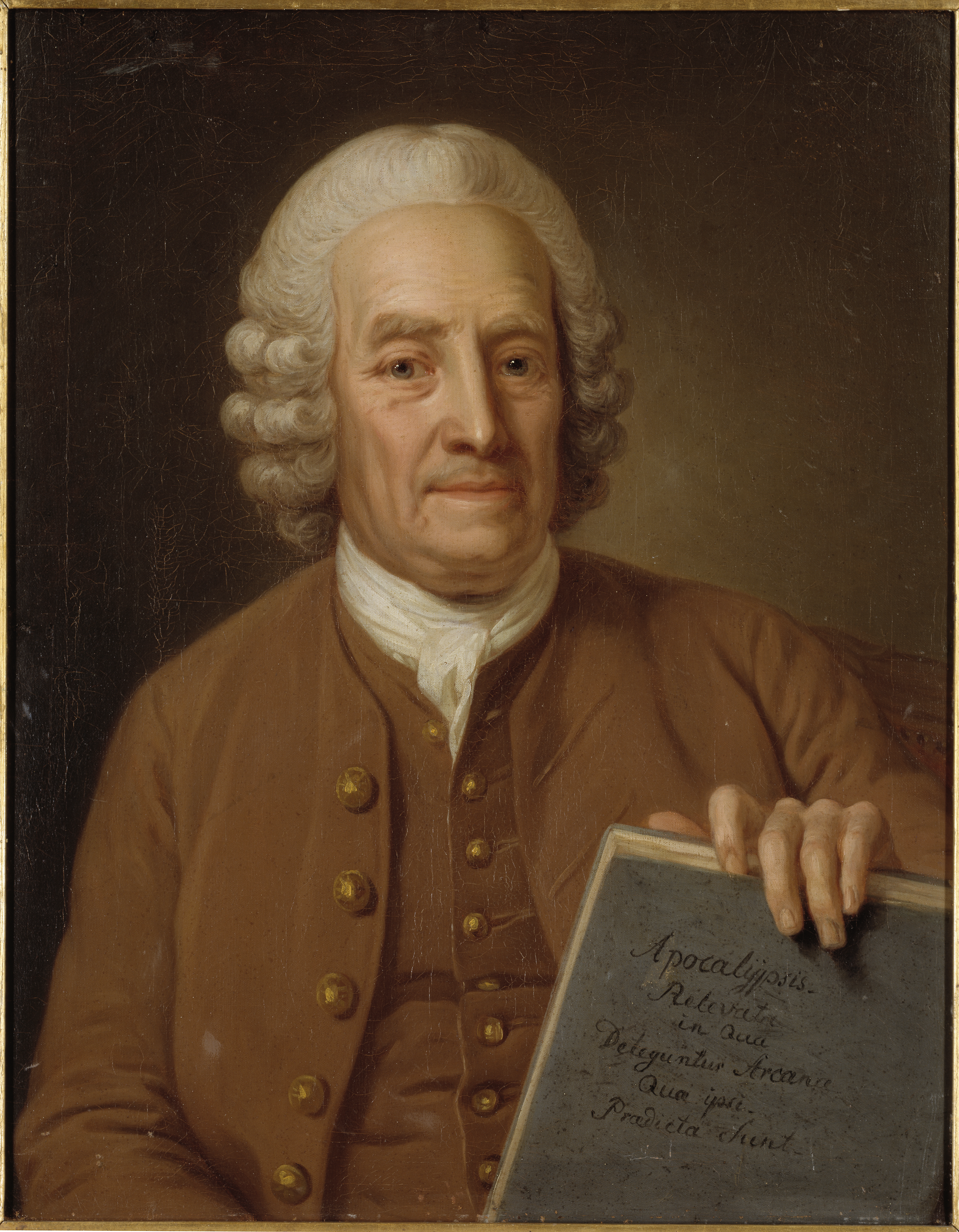
Emanuel Swedenborg.

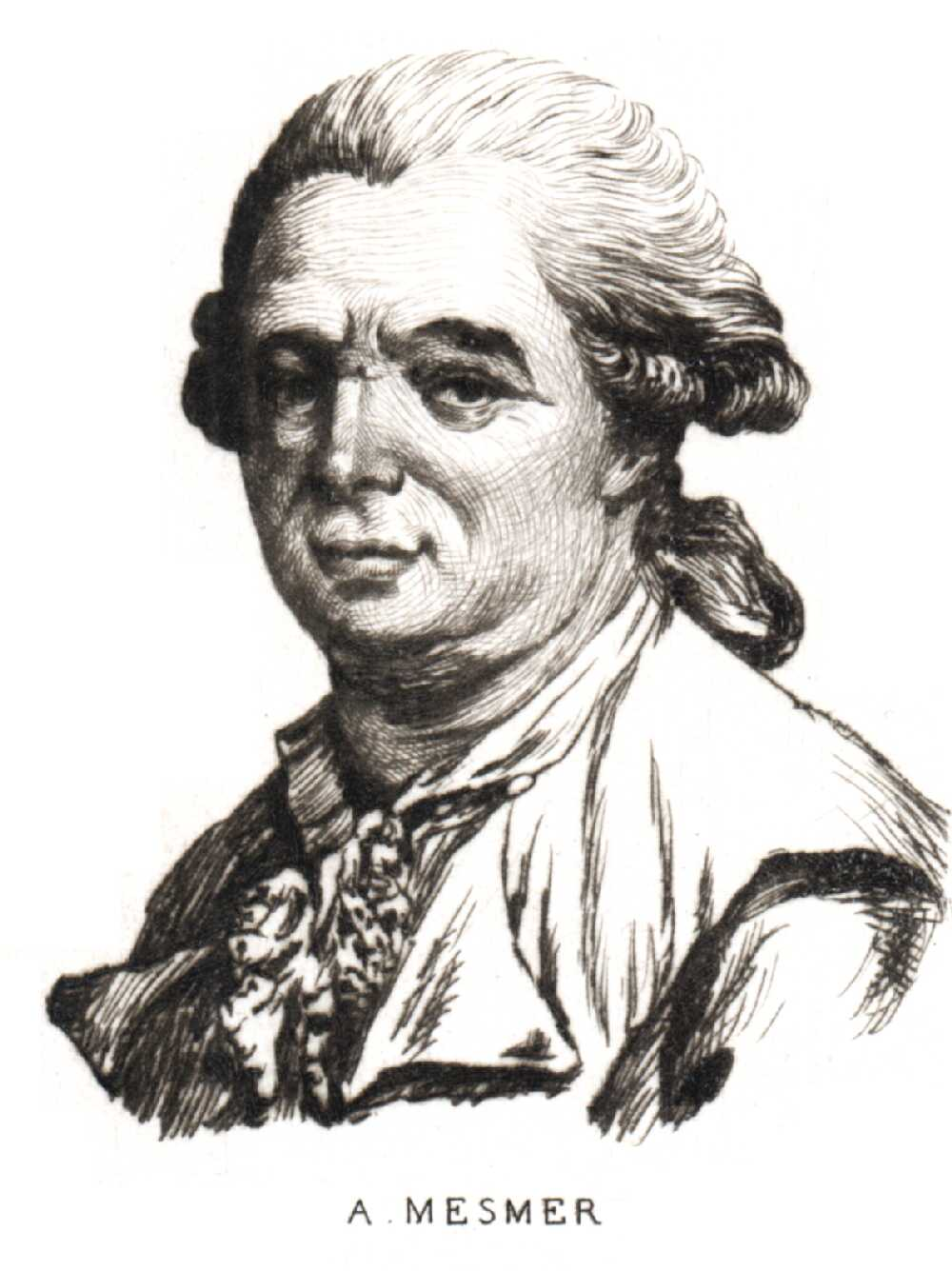
Franz-Anton Mesmer.

Dans ce contexte, les écrits d’Emanuel Swedenborg (1688-1772) et les enseignements de Franz-Anton Mesmer (1734-1815) encouragèrent ceux qui cherchaient des moyens pour explorer l’au-delà. Swedenborg, qui prétendait communiquer avec les esprits tout en restant conscient, décrivit la structure du monde spirituel. Deux choses provenant des visions de Swendenborg interpellaient les pionniers du spiritualisme. Tout d’abord, il n’existerait pas un seul enfer et un seul paradis, mais plutôt une multitude de niveaux, du plus infernal au plus paradisiaque. De plus, les esprits représenteraient les intermédiaires entre Dieu et l’humanité, c’est-à-dire les messagers du plan divin. Bien que Swedenborg déconseillait le contact avec les esprits, son travail semble avoir conduit beaucoup d’autres sur cette voie.
Mesmer ne contribua à aucune croyance religieuse mais popularisa une technique, qui sera plus tard nommée hypnose, capable de provoquer des transes susceptibles de rendre le sujet réceptif à des êtres d’une autre dimension. Il y avait une grande part de spectacle dans les démonstrations de mesmérisme et les présentateurs du XIXe siècle qui enseignaient ce sujet s’attachaient autant à distraire le public qu’à démontrer une méthode de communication avec le divin.
La figure emblématique qui combina le mieux les travaux de Swedenborg et de Mesmer dans une synthèse typiquement américaine fut probablement Andrew Jackson Davis. Il baptisa son système de pensée « la philosophie harmoniale ». Davis pratiquait le mesmérisme à des fins de guérison ainsi que la clairvoyance à Poughkeepsie, dans l’État de New York. Son livre de 1847 : The Principles of Nature, Her Divine Revelations, and a Voice to Mankind, fut entièrement dicté à un ami par Davis, alors que ce dernier se trouvait en état de transe. Ce livre représenta une sorte de Bible de référence pour le mouvement spiritualiste bien que ses valeurs très individualistes excluent toute vision unique du monde.

### L’évolution du mouvement

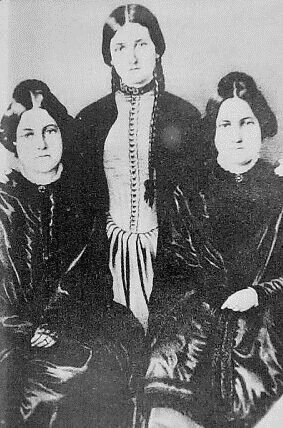
Les sœurs Fox.

Les spiritualistes considèrent généralement le 31 mars 1848 comme la date de naissance de leur mouvement. Ce jour-là, les sœurs Kate et Margaret Fox de Hydesville signalèrent des séries de coups étranges et qui répondaient à leurs questions. Leur explication fut qu’il s’agissait de la manifestation de l’esprit d’un colporteur décédé. Ces faits insolites se produisaient devant témoins. Le sens pratique des Américains s’accommodait très bien du fait qu’il s’agissait d’un phénomène observable et les sœurs Fox devinrent vite une attraction.
Amy and Isaac Post, qui connaissaient la famille Fox de longue date, accueillirent les deux filles chez eux à Rochester, durant le printemps 1848. Immédiatement convaincus de la réalité des manifestations vécues par les sœurs, ils devinrent leurs premiers adeptes et présentèrent le jeunes médiums à leurs amis quakers. C’est ainsi que beaucoup de pionniers du spiritualisme moderne appartenaient à la communauté quaker et se trouvaient déjà impliqués dans des mouvements réformateurs religieux du XIXe siècle. Les femmes furent tout particulièrement attirées par le spiritualisme qui leur donnait un rôle important en tant que médiums. En fait, le spiritualisme offrit pour la première fois aux femmes américaines une tribune sur laquelle elles pouvaient s’adresser à un public mixte.
La démonstratrice des états de transe la plus célèbre avant la guerre de Sécession fut Cora L. V. Scott (1840–1923). Jeune et jolie, sa prestation sur scène subjuguait les hommes. Son public était frappé par le contraste entre sa frêle apparence de fillette et son éloquence sur les sujets spirituels. Ce contraste confortait l’idée que des esprits parlaient à travers elle. Cora se maria quatre fois et prit à chaque fois le nom de son époux. Durant sa période la plus active, elle était connue sous le nom de Cora Hatch.
Une autre spiritualiste célèbre fut Achsa W. Sprague, qui naquit le 17 novembre 1827 à Plymouth, dans le Vermont. À l’âge de vingt ans elle souffrit de rhumatisme articulaire et attribua sa guérison à l’intervention des esprits. Cette démonstratrice entrait en transe et devint extrêmement populaire. Elle parcourut tous les États-Unis jusqu’à sa mort en 1861. Sprague était partisane de l’abolitionnisme et des droits des femmes.
Un autre éminent spiritualiste et un médium d’avant la guerre de Sécession fut Paschal Beverly Randolph (1825–75), un Afro-Américain qui participa également au mouvement abolitionniste.

### Adeptes et sceptiques

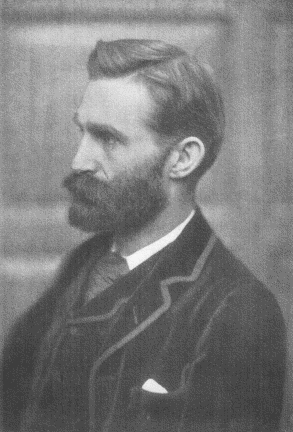
Frank Podmore, ca. 1895.

Dans les années qui suivirent la vague spiritualiste initiée par les sœurs Fox, les démonstrations de médiumnité (tables tournantes et écriture automatique par exemple) s’avérèrent une entreprise très profitable. Ces démonstrations devinrent rapidement un divertissement de masse. Les sœurs Fox gagnèrent leur vie de cette manière et d’autres suivirent leur exemple. Ainsi, le spiritualisme se transforma en un spectacle de foire. Les manifestations attribuées aux esprits se multipliaient en même temps que la rivalité des médiums pour s’attirer le plus de spectateurs payants. La fraude se généralisa et fut mise au jour par des commissions indépendantes, telle que la Seybert commission. Dans quelques cas, des fraudeurs qui abusaient les gens en se présentant comme spiritualistes furent jugés devant un tribunal.

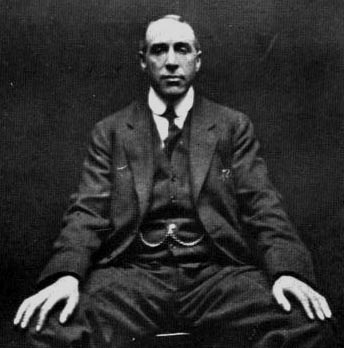
Harry Price, 1922.

Les principaux enquêteurs qui cherchaient à découvrir des fraudes appartenaient à différents milieux. Il y avait des chercheurs professionnels comme Frank Podmore de la Society for Psychical Research, ou bien Harry Price du National Laboratory of Psychical Research. D’autres étaient des artistes illusionnistes comme John Nevil Maskelyne. Maskelyne révéla les trucages des frères Davenport en faisant irruption sur scène en plein milieu de leur spectacle. Dans les années 1920, le célèbre magicien Harry Houdini entreprit une croisade bien connue contre des médiums malhonnêtes. Houdini ne s’opposait jamais au spiritualisme en tant que religion, mais s’attaquait aux escrocs qui utilisaient le mensonge pour s’enrichir.

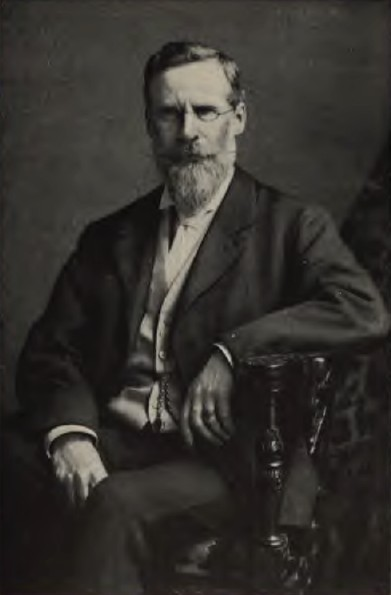
William Crookes. Photo publiée en 1904.

Malgré ces nombreuses fraudes, l’influence du Spiritualisme grandissait. Il attirait notamment ceux qui souffraient de la mort d’un être cher. Le cas le plus célèbre est celui de Mary Todd Lincoln qui pleurait la perte de son fils et qui organisa des séances de tables tournantes à la Maison-Blanche auxquelles participait son mari, le président Abraham Lincoln. Les pertes humaines de la guerre de Sécession, tout celles de la Première Guerre mondiale, déclenchèrent un regain d’intérêt pour le spiritualisme 
Par la suite, le mouvement intégra des rénovateurs qui utilisèrent des messages supposés venir des esprits pour défendre des causes politiques, comme l’égalité des droits. D’autres nouveaux venus dans le mouvement étaient au départ des matérialistes, opposés à tout principe religieux. Ainsi, Robert Owen, un socialiste et un athée influent adhéra à la religion spiritualiste après avoir participé à des expériences médiumniques. De nombreux scientifiques qui analysèrent ces phénomènes se déclarèrent également convaincus par le spiritualisme. Par exemple le chimiste et physicien William Crookes (1832-1919), le biologiste Alfred Russel Wallace (1823-1913), et le prix Nobel Charles Richet. Un autre adepte était le journaliste William Thomas Stead (1849-1912), ou bien encore le célèbre écrivain Arthur Conan Doyle (1859-1930). Des démonstrations de la médium Eusapia Palladino firent l’objet d’études scientifiques, certaines menées par Pierre et Marie Curie.

### Une religion influente et non structurée
À partir des États-Unis, le mouvement s’étendit rapidement à travers le monde, bien qu’il ne s’implanta de manière significative qu’au Royaume-Uni. En Angleterre, dans les années 1850, les réunions à la mode autour d’un thé comportaient bien souvent une séance de table tournante, durant laquelle des esprits s’exprimaient par des coups ou des mouvements de la table. Ce phénomène attira l’attention du pédagogue français Allan Kardec (1804-1869), qui fut le premier à synthétiser les méthodes et les idées du mouvement pour en extraire une doctrine philosophique complète et cohérente. Les Cinq Livres de Kardec, rédigés durant les quinze dernières années de sa vie, devinrent les ouvrages fondateurs du Spiritisme, qui se propagea dans les pays latins. Le spiritisme défini par Kardec est pratiqué aujourd’hui par des millions de personnes au Brésil. À Porto Rico, la doctrine de Kardec étaient très répandue dans les classes dirigeantes et aboutit à la naissance d’un autre mouvement connu sous le nom de Mesa Blanca (La Table blanche).

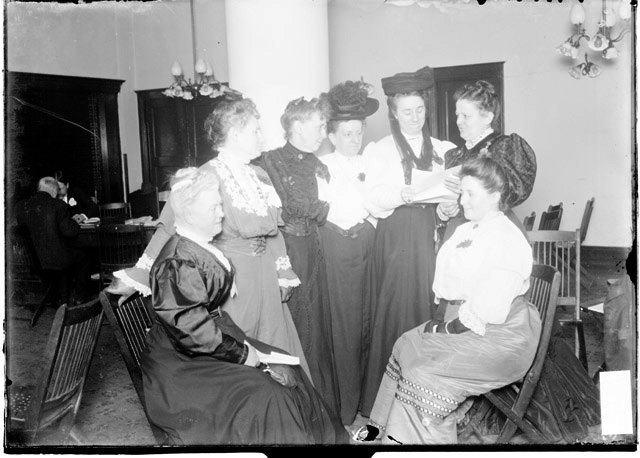
Des femmes de Chicago discutent du Spiritualisme en 1906.

Le Spiritualisme intéressa essentiellement les classes moyennes aisées et tout particulièrement les femmes. Les spiritualistes américains se réunissaient chez des particuliers pour des séances médiumniques, dans des salles municipales pour des démonstrations, lors de conventions nationales ou lors de séminaires d’été qui réunissaient des milliers d’adeptes. Le plus couru de ces séminaires étaient « Camp Etna » dans le Maine, « Onset Bay Grove » dans le Massachusetts, « Lily Dale » dans l’Ouest de l’État de New York, « Camp Chesterfield » dans l’Indiana, « Wonewoc Spiritualist Camp » dans le Wisconsin, « Lake Pleasant » dans le Massachusetts. En accueillant leurs sympathisants dans des camps, les spiritualistes reprenaient une méthode développée à l’origine par les protestants américains au début du XIXe siècle. Ces camps de réunion étaient essentiellement implantés en Nouvelle-Angleterre et en Californie, bien que certains s’établirent à travers les États du centre. La ville de Cassadaga en Floride, fut et reste encore le principal centre spiritualiste des États du Sud,.
Un certain nombre de publications spiritualistes apparurent au XIXe siècle et jouèrent un grand rôle dans l’unification du mouvement. Parmi les plus importantes figuraient : The Banner of Light (Boston), The Religio-Philosophical Journal (Chicago), Mind and Matter (Philadelphie), The Spiritualist (Londres), et The Medium (Londres).
D’autres périodiques influents se nommaient La Revue spirite (France), Le Messager (Belgique), Annali dello Spiritismo (Italie), El Criterio Espiritista (Espagne), and The Harbinger of Light (Australie). en 1880, on comptait une soixantaine de publications mensuelles à travers le monde. Ces revues ne se ressemblaient pas, à l’image des différents courants de pensée spiritualistes. Certains comme le Spiritual Magazine (Angleterre) étaient d’orientation chrétienne et conservatrice, ils s’opposaient aux courants réformateurs si influents à l’intérieur du spiritualisme. D’autres, comme Human Nature, étaient ouvertement non chrétiens et soutenaient les thèses socialistes. D’autres encore, comme The Spiritualist, considérait les phénomènes spiritualistes d’un point de vue scientifique, en s’écartant de tout débat théologique ou politique.
Le mouvement reposait sur les valeurs individuelles, chaque personne fondant ses convictions concernant l’Au-delà sur ses propres lectures et ses expériences personnelles. Par conséquent, son organisation en tant que religion prit forme tardivement et fut d’ailleurs combattue par certains médiums. Néanmoins, la plupart des membres apprécièrent de se réunir dans des églises chrétiennes et tout particulièrement dans des paroisses de l'Église universaliste d'Amérique (Universalist Church of America).
Peu à peu, le mouvement informel déclina, à cause de la mauvaise publicité provoquée par les fraudes et aussi à cause de l’influence grandissante des structures religieuses qui le canalisaient. Aujourd’hui, l’Église spiritualiste (Spiritualist Church) reste la principale héritière de ce mouvement aux États-Unis.

### D’autresmédiums

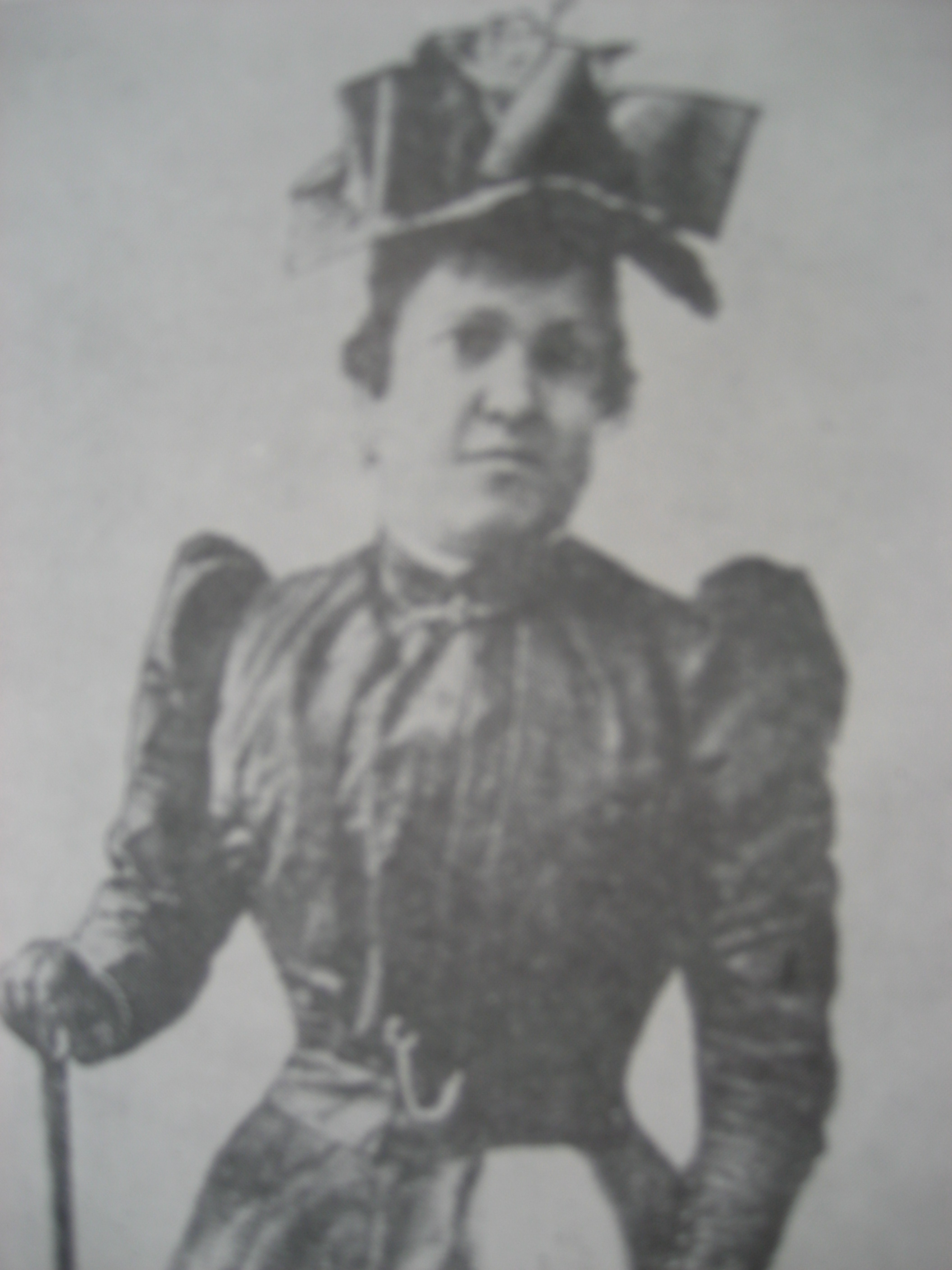
Eusapia Paladino Varsovie, 1893.

Florence Cook (1856-1904) était une médium londonienne qui fut la première Britannique à réaliser une matérialisation complète, celle de « Katie King » en 1874.
William Stainton Moses (1839–92) était un prêtre anglican qui, de 1872 à 1883, remplit 24 cahiers de textes écrits par écriture automatique. La plupart de ces pages décrivaient les conditions d’existence dans le monde spirituel.
Emma Hardinge Britten (1823–99), née à Londres, s’installa aux États-Unis en 1855 et fut très active dans les cercles spiritualistes en tant que médium à transe profonde. Son ouvrage intitulé Nineteenth Century Miracles: Spirits and their Work in Every Country of the Earth assura sa notoriété qui grandit en même temps que celle du mouvement.

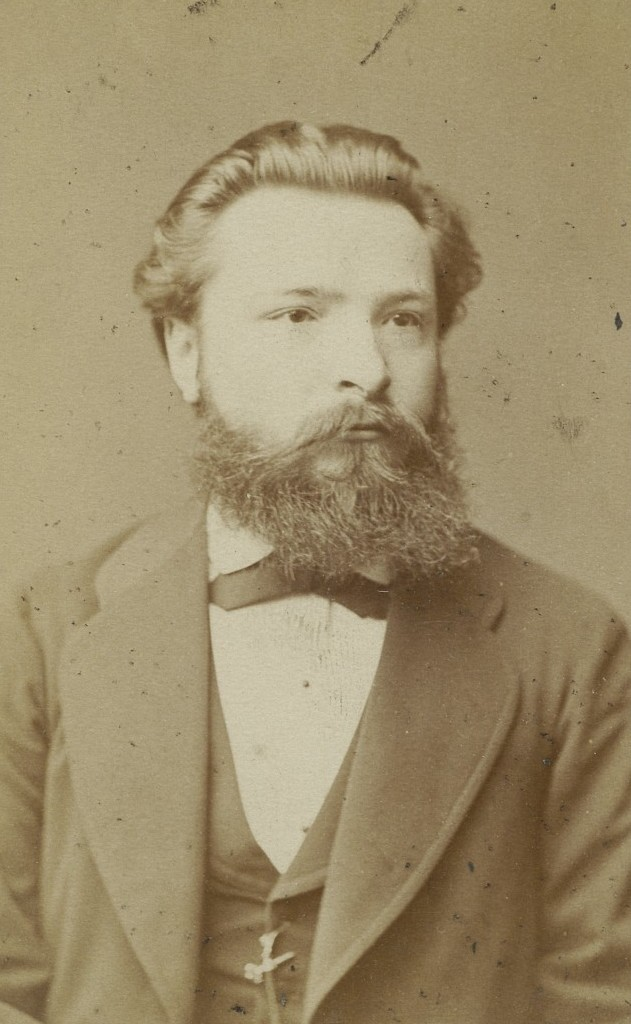
Julian Ochorowicz

Eusapia Palladino (1854-1918) était une médium italienne de la banlieue pauvre de Naples, qui gagna sa vie en effectuant des tournées en Italie, en France, en Allemagne, en Angleterre, aux États-Unis, en Russie et en Pologne. De nombreux sceptiques affirmaient qu’elle usait de stratagèmes pour simuler des prétendues manifestations d’esprits. À l’inverse, d’autres observateurs attestaient de ces capacités médiumniques. Par exemple, le psychologue polonais Julian Ochorowicz, qui installa Eusapia à Varsovie en 1893. Il la présenta à l’écrivain Bolesław Prus, qui fut le témoin de séances médiumniques et qui intégra des références spiritualistes dans son ouvrage Faraon.
Ochorowicz étudia également, quinze ans plus tard, le médium polonais Stanisława Tomczyk.

## Après les années 1920
Après les années 1920, le spiritualisme évolua dans trois directions qui existent encore de nos jours.

### Le syncrétisme (mélange des doctrines)
La première branche du spiritualisme perpétua la tradition des pratiques individuelles et prit la forme de petits groupes centrés autour d’un médium, sans hiérarchie ou dogmes bien définis. Actuellement, de nombreux cercles spirituels informels intègrent des éléments du spiritualisme. Les adeptes partagent des opinions très variées à propos de la nature de Dieu ou de la Réincarnation. Certains cercles spirituels penchent vers les croyances du New Age ou du néopaganisme, alors que d’autres se déclarent « spiritualistes chrétiens » et complètent leur foi traditionnelle par des expériences spiritualistes.

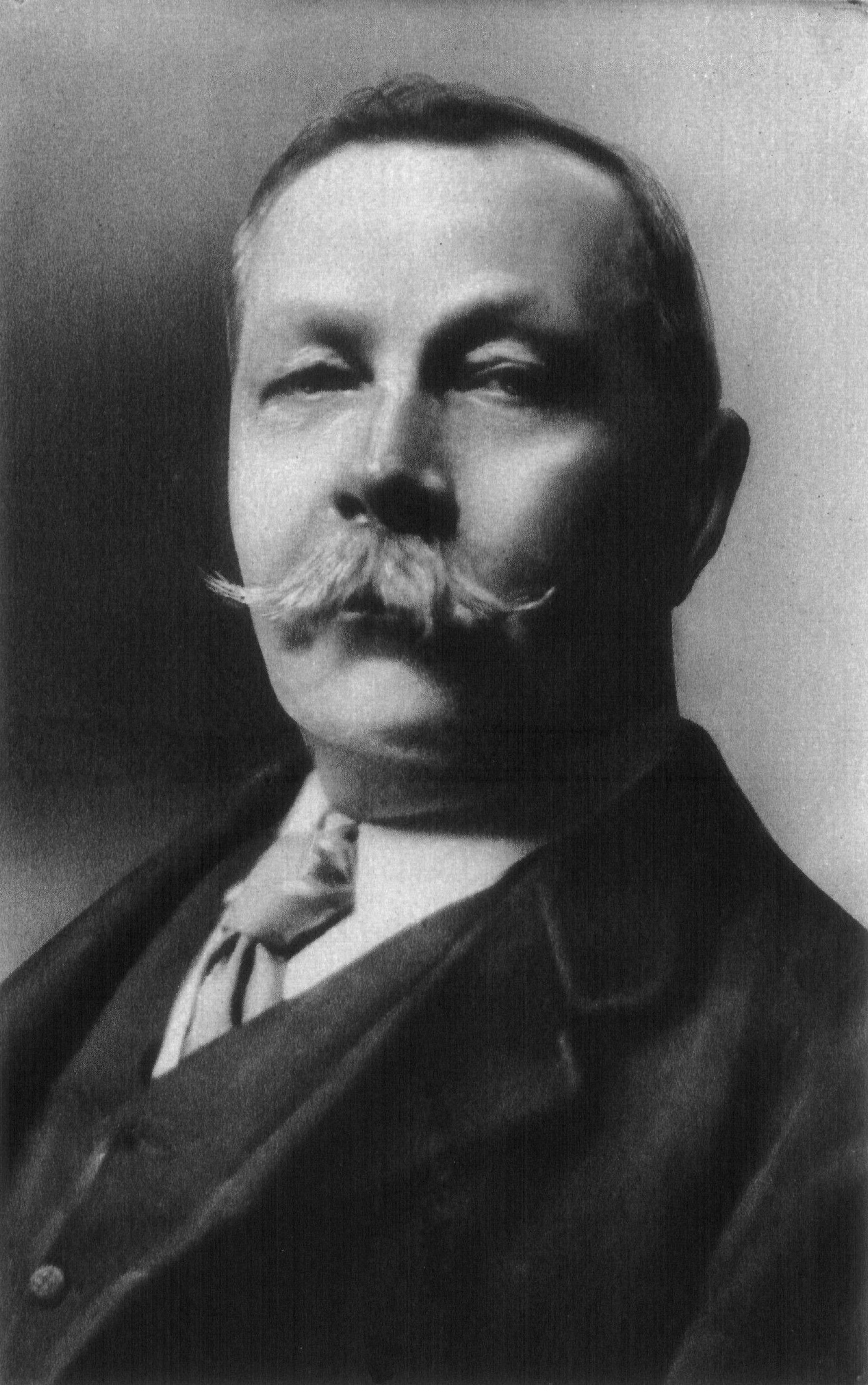
Arthur Conan Doyle, créateur de Sherlock Holmes.

### L’Église spiritualiste
La deuxième branche prit la forme d’une organisation structurée, fortement teintée de christianisme, avec un credo et une liturgie spécifique et une formation encadrée des médiums.
Aux États-Unis, les Églises Spiritualistes sont majoritairement affiliées à la « National Spiritualist Association of Churches », alors qu’au Royaume-Uni elles sont regroupées par la « Spiritualists' National Union », fondée en 1901. Un catéchisme spiritualiste commença dès 1920. Il est enseigné aujourd’hui par l’université Arthur Findlay de Stansted Hall. Quelques divergences d’opinions ont provoqué des schismes dans l’Église Spiritualiste. Le plus notable s’est produit en Angleterre en 1957 entre ceux qui considèrent le Spiritualisme comme une religion rattachée à aucune autre et ceux qui le perçoivent comme une extension du Christianisme. Le mode de fonctionnement du Spiritualisme ressemble actuellement à celui de toutes les autres religions et a abandonné toute forme de spectacle sensationnel. Les médiums sont formés à transmettre les messages reçus mentalement de la part des esprits et ne s’exercent plus à réaliser des matérialisations d’esprits comme au siècle dernier.

### La Survivance
La troisième branche s’est orientée vers les recherches empiriques à propos de la survie de l’esprit après la mort du corps physique. Dès 1882, avec la fondation de la « Society for Psychical Research », des organisations laïques entreprirent d’analyser objectivement les faits rapportés par les spiritualistes. De nos jours, les chercheurs dans ce domaine évitent de faire référence au spiritualisme et préfèrent s’afficher comme scientifiques. Ils s’écartent aussi des religions et fondent leurs convictions sur l’après-vie sur l’observation des phénomènes tels que la médiumnité, les expériences de mort imminente, les expériences de voyage hors du corps, les phénomènes de voix électroniques et les recherches sur la réincarnation. Beaucoup d’entre eux se considèrent comme les successeurs intellectuels du mouvement spiritualiste.